# (9163) 1987 RB1
(9163) 1987 RB1 (1987 RB1, 1993 TE43, 1996 DV4) — астероїд головного поясу, відкритий 13 вересня 1987 року.
Тіссеранів параметр щодо Юпітера — 3,172.